# Советский Союз и арабо-израильский конфликт
Советский Союз сыграл значительную роль в арабо-израильском конфликте, начиная с поддержки создания Израиля и в Арабо-израильской войне 1947—1949 гг., последующей смены позиции, вплоть до окончательного разрыва дипломатических отношений со стороны СССР после Шестидневной войны (1967), и военно-политической поддержки врагов Израиля во время «Холодной войны», начиная со второй половины 1950-х гг.
Дипломатические отношения между странами были восстановлены только в октябре 1991 года, когда советская эпоха уже фактически завершилась.

## Марксизм-ленинизм и сионизм
Официальная советская идеология осуждала движение сионизм как разновидность буржуазного национализма. В. И. Ленин видел в сионизме одно из проявлений «буржуазного или мелкобуржуазного национализма, противостоящего пролетарскому интернационализму и проповедующего классовый мир между рабочими и капиталистами одной национальности». В статье «Мобилизация реакционных сил и наши задачи» (1903) Ленин заявлял, что «сионистское движение непосредственно гораздо более грозит развитию классовой организации пролетариата, чем антисемитизм, и, так как для нас, социал-демократов, не существует „избранных“ и „неизбранных“ народов, то мы никак не можем отказаться от задачи борьбы с „предрассудками еврейской массы“».
Со второй половины 1920-х гг. принадлежность к сионизму рассматривалась в Советском Союзе как политическое преступление. Тысячи сионистов были арестованы, и лишь немногие из них дожили до освобождения.
Антисионизм был присущ всем партиям Коммунистического интернационала (Коминтерна).

## Создание государства Израиль
Тем не менее, во время Великой Отечественной войны, когда СССР нуждался в помощи Запада, во внешней его политике прагматизм взял верх над идеологией. Не меняя официальной антисионистской позиции, а временами, и антисемитской, во внутренней политике, с конца 1944 года и до конца 1940-х гг., Сталин решил поддержать образование Израиля, по-видимому, полагая, что новая страна выберет социалистический путь развития, и тем самым, ускорит снижение влияния Великобритании на Ближний Восток. Таким образом, СССР поддержал еврейскую позицию во время обсуждения в ООН Плана раздела Палестины в 1947 году. Делегация СССР (равно как и делегации БССР и УССР) предпочитали образование арабо-еврейского двунационального государства, но указывали, что если (как это и случилось) это окажется невозможным, они поддержат раздел на отдельные арабское и еврейское государства.
14 мая 1947 года советский представитель А. А. Громыко заявил на заседании Специального комитета ООН по Палестине:

Как известно, с вопросом о Палестине и о её будущем государственном устройстве связаны чаяния значительной части еврейского народа, этот факт вряд ли требует доказательств …
Еврейский народ перенес в последней войне исключительные бедствия и страдания. Эти бедствия и страдания, без преувеличения, не поддаются описанию. Их трудно выразить рядами сухих цифр о жертвах, понесенных
еврейским народом от фашистских оккупантов…
Организация Объединенных Наций не могут и не должны рассматривать эту ситуацию с безразличием, так как это было бы несовместимо с высокими принципами, провозглашенными в Уставе…
Тот факт, что западноевропейские государства не были в состоянии обеспечить защиту элементарных прав еврейского народа и защиты его от насилия со стороны фашистских палачей, объясняет стремление евреев к созданию своего собственного государства. Было бы несправедливо не принимать это во внимание и отрицать право еврейского народа на реализацию этого стремления— А.А. Громыко
Вскоре после этой речи советские средства массовой информации временно остановили публикацию антисионистских материалов
Поддержка плана ООН со стороны СССР стала большой неожиданностью как для евреев, так и для арабов. На пленарном заседании ООН 26 ноября 1947 года А. А. Громыко решительно высказался за «вариант раздела Палестины на два самостоятельных демократических государства — арабское и еврейское».
17 мая 1948 года, через три дня после провозглашения независимости Израиля, Советский Союз юридически признал новое государство, став первой страной, признавшей Израиль «де-юре»
В дополнение к дипломатической поддержке, Израилю было поставлено оружие через Чехословакию, бывшей тогда частью Советского блока, что имело решающее значение для Израиля в Войне за независимость.

## Конец 1940-х — середина 1950-х гг
В сентябре 1948 г. в Москве начала работать израильская дипломатическая миссия; первым послом Израиля в СССР стала Голда Меир, главой советской миссии Тель-Авиве стал П. Ершов, бывший в первое время единственным чрезвычайным и полномочным послом в Израиле. «Одной из первых крупных внешнеполитических акций израильского правительства стала передача находившемуся под полным контролем советских властей московскому патриархату („красной церкви“) недвижимого имущества русской православной церкви на территории Израиля».
Советско-израильские отношения этого периода отличались контрастом внутренней и внешней политики СССР по отношению к Израилю и советским евреям. Кроме того, на них начала влиять Холодная война между Западом и Востоком, начавшаяся во второй половине 1940-х годов, в которой Израиль отказался от односторонней ориентации на советский блок, что вызвало недовольство советского руководства.
СССР категорически отказал Израилю в его просьбе разрешить выезд советских евреев; при этом он не возражал против выезда восточноевропейских евреев, оказавшихся на его территории в годы войны. Особую настороженность со стороны советского руководства вызвал восторженный приём, который оказали Голде Меир евреи Москвы при её посещении Московской хоральной синагоги на Рош ха-Шана и Йом Киппур. Начало советско-израильских отношений также пришлось на период «борьбы с космополитизмом» и последующего «Дела врачей», во время которого в советской прессе печатались утверждения о существовании «сионистской шпионской сети», плетущей интриги против СССР и стран «народной демократии». В феврале 1953 года в знак протеста против антисемитской кампании в СССР и в «странах народной демократии» членами «националистического „Црифинского подполья“» была взорвана бомба на территории советского посольства. Несмотря на отсутствие пострадавших и последующее осуждение организаторов акции, СССР разорвал дипломатические отношения с Израилем. Они были восстановлены уже в июле того же года после смерти И. В. Сталина и прекращения «Дела врачей», но «антиизраильские тенденции в советской внешней политике продолжали усиливаться».
При этом, ещё в 1951 году СССР воздержался от голосования в Совете Безопасности ООН, обеспечив тем самым прохождение «Резолюции 95», осудившей Египет, не разрешавший судам, следующим в израильские порты, проходить через Суэцкий канал. В декабре 1953 года СССР стал первым из государств, посол которого вручил верительные грамоты президенту Израиля в Иерусалиме. Этот шаг вызвал решительный протест со стороны арабских государств, но ему последовали другие страны.

## Охлаждение и разрыв
После Войны за независимость Израиль оказался во враждебном арабском окружении и нуждался в сильном союзнике, которым стали для него США. С другой стороны, такие арабские страны, как Египет, Сирия и другие, установили тесные военно-политические отношения с СССР, «который был не прочь поддержать „дружественные антиимпериалистические страны“». Так Ближний Восток стал ареной «Холодной войны», а внутренняя / внешняя политика, проводимая обеими странами, окончательно развели их по разным блокам.
Уже в январе 1954 года СССР наложил вето на резолюцию СБ ООН, посвящённую спору между Сирией и Израилем об источниках воды, далее последовало вето на сравнительно мягкую резолюцию, выражавшей «серьезную озабоченность» в связи с невыполнением Египтом Резолюции 95, против принятия которой СССР не возражал в сентябре 1951 года. При этом, СССР продолжал поддерживать требование Израиля о прямых переговорах с арабскими странами, от которых они отказывались.
Несмотря на отсутствие дипломатических отношений и поддержку СССР арабской стороны, тайные дипломатические контакты между советскими и израильскими представителями продолжались и после разрыва дипломатических отношений вплоть до 1991 года, но информация об этом пока ещё не открыта для исследователей.

## Военная поддержка арабской стороны в вооружённых конфликтах с Израилем
Военная поддержка оказывалась Советским союзом с 1956 и до середины 1980-х гг. в виде :
- поставок современных видов вооружения советского производства непосредственно из СССР, или транзитом через социалистические страны Советского блока,
- командирования военных советников и специалистов с целью обучения военного персонала арабских стран, и
- непосредственного участия военнослужащих и подразделений Советской армии в боевых действиях.

По количеству советских военнослужащих, направленных в эти годы на Ближний восток, имеются различные данные. До начала перестройки само участие СССР в конфликте скрывалось, и такие данные не подлежали огласке. По всей вероятности, речь идёт о многих десятках тысяч человек. Так, согласно «Российской газете», только «в Египте между 1967 и 1973 годами несли службу» от 30 до 50 тысяч советских военнослужащих. Похожие данные приводят и другие источники. Когда в 1972 году президент Египта Анвар Садат принял решение «фактически выдворить» группировку советских войск и советников, она составляла около 15 000 человек. Хаим Герцог пишет о 4500 советских военнослужащих, находившихся в Сирии в 1983 году. В своём документальном фильме «Бейрут 82: неизвестная война Брежнева», режиссёр А. Поборцев, со ссылкой на МО России, приводит данные о 8000 советских военнослужащих в Сирии в период с 1982 по 1985 гг.
Точные данные о погибших и раненых советских военнослужащих также неизвестны. Только после распада Советского Союза и начала борьбы советских ветеранов Ближневосточного конфликта за их признание и социальные права стала известна часть имен погибших. Официальных и достоверных данных до сих пор не обнародовано. Неизвестно количество раненых. Потери советской стороны ранее основывались лишь на частичных данных израильской стороны, но с распространением Интернета, появляются публикации воспоминаний ветеранов, проливающие свет на вопрос об объёмах советских потерь. Согласно этим данным, относящимся к периоду 1967—1974 гг., при «отражении налетов вражеской авиации, в воздушных боях, в результате авиакатастроф и несчастных случаев при исполнении служебных обязанностей погибло более сорока советских военнослужащих; вследствие болезни умерло шесть человек». В представленном в «Книге Памяти» списке «Советские военнослужащие, погибшие в Египте», перечислены имена 60 человек, в Сирии — троих.. Генерал-полковник Г. Яшкин — главный военный советник в вооруженных силах Сирии, советник сирийского министра обороны в 1980—1984 гг., также пишет ещё о десяти погибших и многих раненных в Сирии в начале 1980-х гг.. В своём документальном фильме «Бейрут 82: неизвестная война Брежнева», режиссёр А. Поборцев, со ссылкой на МО России, приводит данные о 13 погибших и 200 раненных в Сирии в период с 1982 по 1985 гг.
Многие советские военнослужащие были негласно награждены «за выполнение интернационального долга» боевыми наградами СССР и арабских стран, некоторым из них было присвоено звание Героя Советского союза. Публичное же присвоение этого звания Г. А. Насеру и А. Х. Амеру вызвало неоднозначную реакцию в советском обществе.

### Военная помощь Сирии (1955—1957)
Впервые СССР предложил «значительную экономическую и военную помощь» в марте 1955 года за отказ от присоединения к Багдадскому пакту. В соответствии с решениями Совета Министров СССР уже в апреле 1956 года в Сирию начали направляться военные советники. Всего, в 1956 году в Сирию прибыло 60 советников, включая 5 переводчиков.
С июля 1955 по июнь 1956 гг. в Сирию было поставлено (вначале, через Чехословакию) вооружения примерно на сумму 18 миллионов долларов, в том числе: «80 танков Т-34, 18 самоходок Су-100, 20 немецких 150-мм самоходных орудий, 120 БТР-152, 25 122-мм орудий, 38 — 122-мм гаубиц, 30 85-мм и 48 37-мм зенитных орудий, 15 тысяч автоматов М-25 […] 25 истребителей МиГ-15бис и 6 учебных МиГ-15УТИ», и значительное количество боеприпасов. В конце 1956 года было заключено первое прямое соглашение между СССР и Сирией о продаже оружия, реактивных самолетов и зенитных орудий. Кроме того, была организована подготовка сирийского военного персонала, но в просьбе Сирии направить советских инструкторов для работы с вооружением на том этапе было отказано.
В 1957 году журнал Life сообщал о дальнейших поставках советского оружия Сирии и об обсуждении вопроса выделения ей Советским союзом кредита на сумму в 500 млн долларов для закупки этого оружия.

### Суэцкий кризис (1956)
Массовая поставка современного оружия Египту (танки, самолеты, артиллерийские системы и другая военная техника) : после подписания с согласия СССР договора с Чехословакией (посредником выступил премьер-министр Китая Чжоу Эньлай), Египту только к концу 1955 года было поставлено «оружия и военной техники на сумму 250 млн долларов». Египет получил: реактивных истребителей типа МиГ-15бис — 120 шт., бомбардировщиков Ил-28 — 50 шт., танков Т-34 — 230 шт., бронетранспортёров — 200 шт., самоходных артиллерийских установок — 100 шт., пушек разных — около 150 шт. (по другим оценкам, до 500), подводных лодок — 6 шт. (по другим оценкам, только 2), несколько боевых кораблей, грузовиков ЗИС-150 — 100 шт. Позже стали поступать новейшие истребители МиГ-17Ф с советскими и чехословацкими инструкторами.
В результате этих поставок «в численном выражении вооруженные силы Египта к началу 1956 года вчетверо превосходили израильские».
На стороне Египта также воевали и советские летчики-инструкторы, летавшие на самолётах МиГ-15 бис и МиГ-17 в составе позже переброшенной в Египет из СССР группы истребителей-перехватчиков. Они участвовали в боевых действиях против английской авиации и в штурме позиций 202-й израильской парашютной бригады. По данным, приведенными А. Окороковым, потери тройственной коалиции составили 27 самолетов и 2 вертолета, а потери египтян — 4 истребителя МиГ-15 бис; по данным В. Бабича, ВВС Египта потеряли 12—16 МиГ-15, а также было уничтожено не менее 27 сирийских МиГ-15, находившихся на египетских аэродромах. В целом же ВВС Египта потеряли 90 % имевшихся самолётов.
После разгрома египетских войск советское руководство угрожало прямым вмешательством в конфликт, заявив о своей готовности «предоставить „жертве агрессии“ помощь путём посылки военно-морских и военно-воздушных сил, воинских частей, добровольцев, инструкторов, военной техники».
По результатам конфликта, в соответствии с решением «О поставках Египту специмущества», принятого Президиумом ЦК КПСС 29 ноября 1957 года, СССР предоставил Египту кредит в сумме 700 млн рублей для поставок «машин и оборудования». Кредит был предоставлен «из расчета 2 % годовых и должен был погашаться в течение 5 лет равными ежегодными долями, начиная с 1967 года.» За эти годы Египту были поставлены:
«эскадренные миноносцы, торпедные катера, подводные лодки, 152-мм гаубицы, 85-мм пушки Д-44, 100-мм зенитные орудия КС-19, радиолокационные станции обнаружения, танки Т-54 (150 машин), бронетранспортеры БТР-152, самолеты-бомбардировщики Ил-28 (15 единиц), самолеты-истребители МиГ-17 (40 единиц), самолеты-разведчики Ил-28р (4 единицы), полевые медицинские госпитали (3 комплекта), автомобили ЗИЛ-151 (1500 единиц) и др.»

### Шестидневная война (1967)
К июню 1967 года массовые поставки советского вооружения Египту и Сирии за предшествующий период позволили этим и другим арабским странам вновь задуматься о «священном походе на Израиль».
Р. С. и У. Черчилль, авторы книги «Шестидневная война», писали, что на фоне соревнования сторон в закупках вооружения, «если Англия и Америка проявляли некоторую умеренность, то Россия, буквально, навязывала самые дорогие игрушки Египту и Сирии».
Е. Пырлин, тогда начальник египетского отдела МИД СССР, позже так объяснил Би-Би-Си советскую позицию: «Мы тогда считали, что даже если наша сторона — египтяне — не победит, война даст нам политические выгоды, поскольку египтяне продемонстрируют свою способность воевать с нашим оружием и с нашей военной и политической поддержкой».
В мае 1967 года СССР передал Египту подробную официальную информацию о концентрации израильских войск силой до 13 бригад на сирийской границе. Такая же информация была передана советским послом премьер-министру Израиля Леви Эшколу. На израильское предложение выехать на границу и лично убедиться в том, что «спрятать 30-40 тысяч человек и 3-4 тысячи машин на пространстве шириной в 20 км было бы просто невозможно», посол ответил отказом.
Египет, при полном непротивлении ООН, нарушил соглашения, заключенные после Суэцкого кризиса, заставил ООН вывести свои войска с полуострова Синай и заявил о блокаде израильского судоходства в Тиранских проливах.
В ночь на 27 мая, в обстановке нарастающей напряжённости, советское руководство получило из Вашингтона телеграмму, в которой сообщалось, что Израилю стало известно о намеченном на ближайшие дни нападении (Операция Dawn (1967)) Египта на Израиль. Кроме ответа американцам, А. Н. Косыгин направил отдельные послания руководству Израиля и Египта. В секретном египетском послании, он в частности написал, что «если вы начнете войну, мы не сможем вас поддержать». В результате, А. Г. Насер отменил операцию Dawn.
В ходе войны СССР направил в район конфликта оперативную эскадру ВМФ из состава Черноморского флота: «1 крейсер, до 9 эсминцев, до 3 подводных лодок», вскоре расширенную «до 40 боевых единиц» за счёт группы кораблей и подводных лодок из состава Северного флота, и базировавшуюся в Порт-Саиде.
7 июня 1967 года в 01:00 советская атомная подводная лодка (АПЛ) ПЛАРК «К-131», находившаяся в районе Адриатического моря, получила приказ, предписывающий к концу следующих суток достичь побережья Израиля в готовности нанести ракетный удар по Тель-Авиву. Через 8 часов этот приказ был заменен на другой. В ночь с 5 на 6 июня в район Тель-Авива прибыла АПЛ пр.627А «К-52». Согласно воспоминаниям адмирала Захарова, командовавшего во время войны группой «МРП (Морской разведывательный пункт) Балтийского флота», его подлодка находилась вблизи побережья Израиля: «Задание было — раздолбать израильские нефтетерминалы и хранилища. Мы бы это сделали, но война кончилась раньше, чем пришла окончательная отмашка к действию».
Ряд источников указывает на переброску 5—6 июня воинских соединений к аэродромам и портам в южных округах СССР и их подготовку к боевым действиям в районе конфликта. Приводятся сведения о подготовке трех эскадрилий дальних бомбардировщиков Ту-16 (около 30 машин) и подразделений истребителей МИГ-21, а также о формировании десанта численностью до тысячи военнослужащих на базе подразделений ВМФ, находящихся вблизи побережья Израиля, с целью высадки в Хайфе, а позднее — на побережье Сирии. Тем не менее, разногласия в советском руководстве о прямом участии в войне на арабской стороне и её быстротечный характер оставили эти планы нереализованными.
Советские потери в войне составили 35 военнослужащих, погибших, в основном, «во время налетов израильской авиации на военные объекты Египта и Сирии».
В первые дни войны советские СМИ сообщали о «грандиозных успехах египетской армии на поле брани». На третий день они резко сменили свою направленность и стали осуждать «израильскую агрессию», требуя возвращения Израиля на исходные позиции до её начала.
Начиная с августа 1967 года, в Египет и Сирию из СССР «пошел непрерывный поток оружия, включая новейшие образцы советских танков, самолетов, ракет». Вскоре советские поставки вооружения «не только компенсировали потери арабских стран, но сделали их по количеству и качеству вооружения более мощными», чем до войны.
В мае 1969 года премьер-министр Израиля Голда Меир в беседе с сотрудником «Нью-Йорк таймс» сказала, что «Москва несет по меньшей мере такую же ответственность за войну 1967 года, что и арабы, а может быть, и бо́льшую».

### Ливан, Сирия (1975—1985)

#### Ливанская война (1982) и последующие годы
После того, как в ходе Ливанской войны Израиль уничтожил сирийские зенитные советского производства, СССР поставил Сирии «огромное количество новейшего оборудования», а в феврале 1983 года — установил в Сирии противовоздушные ракеты САМ-5 с радиусом действия 300 километров, позволившим сирийцам контролировать воздушное пространство вплоть до Тель-Авива и Аммана (Иордания) на юге, и до Восточного Кипра — на западе. Эти ракетные установки охранялись советскими войсками и «практически являлись экстерриториальными советскими анклавами в Сирии».

### Поддержка террористических организаций
Сотрудничество между СССР и террористическими палестинскими организациями проводилось как напрямую, так и через организацию Варшавского договора, в аппарате спецслужб которой для этой цели «были созданы специальные отделы». Особенно оно усилилось после охлаждения отношений между СССР и Египтом. В середине 1970-х гг. в спецшколах КГБ и ГРУ под Москвой, Оренбургом, Николаевом и в Симферополе проходили подготовку командного состава десятки палестинских арабов. Обычно, такие контакты «носили исключительно конспиративный характер и проходили на территории Ливана, Кипра, в Южном Йемене». Так, в апреле 1974 года на территории Ливана состоялась конспиративная встреча между одним из лидеров Народного фронта освобождения Палестины (НФОП) Вади Хаддадом и резидентом ПГУ КГБ в этой стране. На этой встрече Хаддад представил «перспективную программу диверсионно-террористической деятельности на Ближнем Востоке, в том числе и на территории Израиля». О результатах тайных переговоров и запросах НФОП было доложено руководству КГБ СССР, а председатель КГБ Ю. В. Андропов представил Генеральному секретарю ЦК КПСС Л. И. Брежневу соответствующую «докладную записку с выводами о полезности и перспективах расширения контактов с НФОП». В ходе последующего тайного визита Хаддада в Москву в сентябре 1974 года были достигнуты двусторонние соглашения, согласно которым НФОП обязался активизировать диверсионно-террористическую деятельность, направленную прежде всего против израильских и американских объектов, а СССР удовлетворил просьбу руководства НФОП о предоставлении ей «специальных технических средств и различных видов легкого стрелкового оружия». Первая их партия была передана 14 мая 1975 года в нейтральных водах Аденского залива «при соблюдении крайних мер предосторожности».
К началу Ливанской войны 1982 года Организация освобождения Палестины (ООП) с советской помощью смогла аккумулировать значительное количество вооружения, включая дальнобойную артиллерию, ракетные установки и зенитные орудия. У палестинских организаций «было достаточное количество переносных ракетных комплексов, танков Т-34 и Т-54, не говоря уже об автоматическом стрелковом оружии». Согласно А. Розину, всего с 1956 по 1991 гг. в СССР прошли военную подготовку около 1500 боевиков (ООП — 1021, Демократический фронт освобождения Палестины (ДФОП) — 392 и НФОП — 69.
В ходе операции и уничтожения военно-экономической инфраструктуры ООП в Ливане, израильская армия обнаружила около 540 арсеналов ООП. Потери ООП составили более 5500 тонн военного снаряжения, в том числе, «1320 боевых машин, в том числе несколько сотен танков, 215 дальнобойных орудий, 62 установки типа „катюша“, более 1,3 тысяч противотанковых ракет и другое оружие».